# Мюнх, Герхарт
Ге́рхарт Мюнх (нем. Gerhart Münch; 23 марта 1907, Дрезден — 9 декабря 1988, Такамбаро, штат Мичоакан, Мексика) — немецко-мексиканский пианист и композитор.
Получил первые уроки музыки у своего отца, затем окончил Дрезденскую консерваторию, учился также в Италии и Франции. Уже в 1924 г. первое сочинение Мюнха было исполнено публично, а в 1926 г. Пауль Хиндемит выбрал 19-летнего композитора-вундеркинда для участия в крупном Фестивале камерной музыки в Донауэшингене; этот фестиваль, в частности, был отмечен презентацией механического фортепиано Welte-Mignon, для которого Хиндемит, Мюнх и Эрнст Тох написали специальные композиции.
В 1930-е гг. Мюнх жил и работал, главным образом, в Италии — изучая, в частности, архивы старинной итальянской музыки в Туринской консерватории. К этому периоду относится зарождение близкой дружбы Мюнха с Эзрой Паундом; Мюнх часто играл дуэтом с возлюбленной Паунда, скрипачкой Ольгой Радж, — в том числе собственные переложения музыки барокко и Ренессанса; Паунд особенно высоко ценил одну работу Мюнха — обработку для скрипки и фортепиано «Песни птиц» Франческо да Милано (представлявшей собой, в свою очередь, инструментальную аранжировку хора Клемана Жаннекена): «Клеман Жаннекен сочинил хор со словами для нескольких партий; эти слова не имели бы никакой литературной или поэтической ценности без музыки, но когда Франческо да Милано оставил от неё лишь мотив для лютни, в музыке по-прежнему пели птицы. И когда Мюнх переложил её для современных инструментов, птицы по-прежнему пели. Они и сейчас в ней, в скрипичных пассажах». Canto 75 в паундовских Cantos непосредственно связано с этими размышлениями Паунда.
В 1938 году Мюнх вернулся в Германию, работал во Франкфурте-на-Майне музыкальным критиком, в 1940 г. был мобилизован в вермахт и отслужил солдатом четыре года. После Второй мировой войны он в 1947 г. покинул Германию навсегда и шесть лет прожил в США, а в 1953 г. переселился в Мексику, где активно участвовал в становлении музыкальной жизни. Мюнх как исполнитель знакомил мексиканских слушателей и музыкантов с музыкой таких композиторов XX века, как Александр Скрябин, Эрнст Кшенек, Дьёрдь Лигети, Лучано Берио, Оливье Мессиан.